# Virus Pikachu
Le virus Pikachu, parfois appelé Pokévirus, était un virus informatique considéré comme le premier destiné aux enfants en raison de l’apparition de Pikachu (actuelle mascotte de la célèbre franchise Pokémon de Nintendo et Game Freak). Il a été publié le 28 juin 2000 et se présente sous la forme d'un courrier électronique intitulé « Pikachu Pokemon » contenant le texte « Pikachu est ton ami ». En ouvrant l’exécutable attaché, les utilisateurs reçoivent une image de Pikachu, ainsi qu’un message indiquant : « Between millions of people around the world I found you. Don’t forget to remember this day every time MY FRIEND. » (« Je t'ai trouvé parmi des millions de personnes à travers le monde. N'oublie pas de te souvenir de ce jour, MON AMI. ») . Le virus en lui-même se trouve dans la pièce jointe du courrier électronique sous la forme d'un fichier nommé « PikachuPokemon.exe ».
Il a souvent été comparé au Love Bug, bien que le virus Pikachu ait été notifié comme beaucoup moins dangereux et plus lent à se disséminer.

## Propagation
Le virus s'est principalement propagé par le biais de pièces jointes Microsoft Outlook. L'e-mail auquel était joint le virus s'est propagé via des utilisateurs infectés en s'envoyant à tous les contacts du carnet d'adresses Outlook de l'utilisateur.

## Démarrage et effet sur le système affecté
Lorsque l'utilisateur clique sur la pièce jointe, PikachuPokemon.exe ajoute les lignes « del C : \WINDOWS » et « del C : \WINDOWS\system32 » au fichier « autoexec.bat ». Ces commandes seraient exécutées au prochain démarrage, en essayant de supprimer deux répertoires critiques du système d'exploitation Windows. Cependant, les utilisateurs recevraient une invite leur demandant s'ils voulaient ou non supprimer ces dossiers, l'auteur ne les écrivant pas sous la forme « del C:\WINDOWS\*.* /y » et « del C:\WINDOWS\SYSTEM\*.* /y » (les commutateurs /y auraient automatiquement choisi l'option yes, supprimant de facto ces deux dossiers). On pense que ce défaut pourrait expliquer pourquoi le virus Pikachu ne s'est pas répandu et n'a pas causé plus de dommages aux systèmes informatiques.